# جيمس أ. أندرسون
جيمس أ. أندرسون (بالإنجليزية: James A. Anderson) هو بروفيسور وعالم نفس أمريكي، ولد في 31 يوليو 1940 في ديترويت في الولايات المتحدة.